# Tekstil'ščiki
Tekstil'ščiki in russo Текстильщики? è una stazione della Metropolitana di Mosca situata sulla Linea Tagansko-Krasnopresnenskaja. Fu inaugurata il 31 dicembre 1966 come parte del ramo Ždanovskij, e prende il nome dal quartiere Tekstil'ščiki, in cui sorge.
La stazione fu progettata da Robert Pogrebnoy ed è costruita secondo il design standard. Ad eccezione del marmo grigio sui pilastri e il granito grigio sul pavimento, la stazione spicca per le sue mura. Invece delle comuni piastrelle in ceramica, per la prima volta nella metropolitana di Mosca, fu utilizzato il vetro temperato colorati nelle tonalità del rosso (in alto e in basso) e dell'indaco (al centro). Il vetro è sostenuto da una cornice in alluminio.
La distanza dalla stazione che la precede, Volgogradskij Prospekt, è la più lunga nella metropolitana di Mosca (3,5 km) e parte di questa tratta è in superficie. Questa parte non sotterranea termina appena prima della stazione e dai tunnel si può intravedere la luce naturale. La stazione è situata al di sotto della banchina della stazione ferroviaria Kurskij, a cui è possibile accedere direttamente dall'atrio ovest della stazione. L'ingresso orientale della stazione accede a via Ljublinskaja e a viale Volgogradskij. Gli ingressi sono pensiline in cemento (opera degli architetti A.A. Marova e A.B. Bogatyreva). In origine le banchine avevano luci che segnalavano il termine della stessa, ma fuuono poi ricoperte in cemento.
Il traffico quotidiano di passeggeri che accedono alla stazione è di 103.100 persone.